# 락원역 (락원)
락원역(樂園驛)은 조선민주주의인민공화국 함경남도 락원군에 위치한 평라선의 역이다.

## 연혁
- 1923년 9월 25일: 퇴조역(退潮驛)으로 영업 개시[1]
- 일자 불명: 락원역으로 역명 개칭
- 일자 불명: 평라선으로 편입